# كريس كوكي (لاعب كرة قدم أمريكية)
كريس كوكي (بالإنجليزية: Kris Cooke)‏ هو لاعب كرة قدم أمريكية أمريكي، ولد في 19 يناير 1988.